# 亲吻那片花瓣系列
《親吻那片花瓣》，是由同人社團製作發行的戀愛冒險類型成人同人遊戲系列，後來陸續改編成小說、OVA。此系列遊戲主要是描敘“聖米卡艾魯女子學院”（聖ミカエル女子学園，簡稱為米卡女校）的女性師生們的百合故事。

## 登場人物
織田七海（聲：十色冬香→春奈有美→八坂菜々→小鳥遊このこ）
米卡女校的新生，不擅長學習，但卻爲了考上米卡女校（原因是學校制服漂亮）而拼命讀書並最終遂願。家境普通，有點不適應周圍全是大小姐的環境。在新生入學典禮當天對優菜一見鍾情，因此進入環境整備委員會。後來應優菜的要求稱其為“姐姐大人”。
松原優菜（聲：内野ぽち）
米卡女校二年級學生，環境整備委員會會長，在同學之間很吸引目光，是個各方面都很完美的大小姐，而内心十分天然呆以及好色。未來的志向是當醫生。與織田七海邂逅的同時也喜歡上了她。
北嶋楓（聲：五行薺）
二年級學生，性格内向，是個傳統意義上的好孩子，也因此而朋友不多。每個學期都會被高票選為班長，但自己卻不喜歡引人注目，又反而因自認為過於平庸而自卑，實際上相當受歡迎。一直很細心照顧堂妹紗良。另外，與松原優菜關係良好。
北嶋紗良（聲：羽里さつき）
楓的堂妹，性格開朗，很有社交天分。小時候二人十分親密，因爲紗良搬家而分離。後來當上了模特兒，並取得了超高的人氣。很喜歡楓，夢想是與堂姐一起穿上婚紗，於是爲了追隨她而進入了米卡女校，並且搬入了楓的住所與其同住。
澤口麻衣（聲：和泉 あやか）
二年級學生，學習成績和運動神經都相當不錯，也擅長做家務，不是學生委員卻非常有號召力，成爲被大家像大姐姐一樣依靠的人氣焦點，連身為會長的松原優菜也很重視她，但她總是以生活在普通家庭中的“庶民”自嘲。因爲幫助難以適應班級生活的玲緒而與她日漸親密。
川村玲緒（聲：杏 花）
二年級學生，因爲母親離婚而轉校。身材矮小，面貌也很像小學生。家境優越並且備受溺愛，性格傲嬌並且叛逆，做事冒失，因此與同學關係不佳而被孤立。自稱接受過知名聲樂教師的指導，因此很擅長唱歌。在受到麻衣的幫助后變得越來越在意她。
墨廼江貴子（聲：あずまゆい）
曾是米卡女校舊生的初等部教師，初時性格懦弱而冒失。被神秘轉校生瑠奈突然吻過後，雖被她玩弄於鼓掌中，但又對她一見鍾情。後來得知瑠奈就是貴子學生時代單戀的學姊的妹妹…二人關係有進展以後，貴子對瑠奈的稱呼視乎場合為“蓬莱泉同學”或“瑠奈”，不過對瑠奈愈來愈著迷的貴子於第十作(次序上)課堂劇情中時常差點直說名字。
蓬莱泉瑠奈（聲：上田幸姫）
初等部六年級學生（網絡小說版為五年級），得知貴子是姊姊唯一保持柏拉圖關係的學妹後，為接近她而回到日本轉讀米卡女校。表面上是高傲任性而嗜虐的女王型性格，面對身分和年齡差極大的貴子仍公然宣佈「老師屬於我的」…遊戲版設定上回日本和貴子同居前處於獨居狀態，某程度是全主角中家庭環境最惡劣的一人。就連有如遺傳的天才級學力、領導才能及待人處事方式也是她努力學會，精神年齡和外表相反地非常成熟，只有和貴子獨處時生活習慣才會像一名約10歲的小孩。
蓬莱泉麗奈（聲：真鶴コウ）
瑠奈的親姊，曾擔任貴子的家庭教師。就讀米卡女校時外觀與言行，深受教師和學生信賴，有「究極的淑女」之稱。實際卻是喜歡追求校內其他女生，不論學姊和學妹也不放過，連遊戲版七作瑠奈也稱她為色魔。唯獨貴子一人能令麗奈對她認真，和她保持柏拉圖關係。和妹妹一樣，不擅當家務。
原版網上小說曾在瑠奈出走後的電話劇情出場，更準備了插畫(只有半邊臉)。舊系列遊戲版第七作沒有在這劇情現身，遊戲版末段出場時沒有配音和插畫，主要以貴子角度描述她的存在。
粢愛莉絲（聲：櫻川未央）
米卡爾女子學院三年級學生，於三年級轉入，在轉學初期金髮藍眼混血兒，母親為北方外國人，父親則為日本人，熱愛日本文化以及雫，成績表現屬於中下，看不懂漢字，自己一個人住所以三餐都在超商隨便解決，因為其開放外向且溫柔的個性以及獨特的外表迷倒不少學妹，甚至成立了“lily·platinum”粉絲團，不過在愛莉絲與雫一同畢業去米卡爾短大後隨之解散，主要粉絲為此積極尋找下一任接班人選。
霧島雫（聲：未瑛）
米卡爾女子學院三年級學生，家世為一般傳統日本藝術世家，成績出眾，對於料理很快就能掌握竅門，擅長書法，不少學生會請其提字，書寫時會特地換上和服，認為這樣比較有感覺。在愛莉絲轉入時被指派照顧她，個性非常保守常常被愛莉絲突如其來大膽的行為嚇到，容易害羞，總是不能好好在愛莉絲面前坦率說話，為米卡爾神秘組織“黑髮會”的第49代會長，畢業後一同與愛莉絲直升米卡爾的短大。
羽村佳織（聲：喜多村英梨）
和天音不只是鄰居，更是自小一起入讀米卡女校（故事中提及她們入讀米卡女校已過了10年）。因為傲嬌性格，既不能坦率表達心意，面對天音各種行動亦難以拒絕。
結城天音（聲：榊原由依）
和佳織青梅竹馬。性格天真無邪，不只能坦率說出佳織的心意，難以分辨是否真心的言行令佳織不知所措。
魚住小春（聲：德島未彩）
擅長家務及做點心。對她像小孩子外觀感壓力，憧憬外觀成熟的真琴。
藤堂真琴（聲：内田愛美）
此作4名主要人物中外觀最成熟的一人。平常看似性格冷漠，其實喜歡類型正是小春般嬌小可愛的女孩子，時常因小春的行動而陷入妄想狀態。
安曇璃紗（聲：黒井音瑚）
1年雪組的班長。外資企業的混血大小姐，媽媽是英國人。擁有著不輸模特兒的魔鬼身材，外加巨乳。性格認真踏實，是個努力家。魄力非凡，經常是自然而然地就站到了領導者的立場上。成績優異的同時更是見多識廣，但一旦碰上和美夜理論就會被無情地打敗，常常只能是氣得直跺腳。羞恥心也是比常人強上一倍，一旦被提及戀愛關係，十有八九是慌慌張張地亂揮雙臂自掘墳墓。
綾瀨美夜（聲：秋本ねりね）
1年雪組的學生，璃紗的同班同學。是校內第一的天才少女，但不擅與人交往，與璃紗以外的人只有最小限度的來往。和璃紗鬥嘴時大多毫無顧忌，但其實很怕羞。與別人說話時往往在口吻和態度上保持著一定的距離。很少撒嬌動揺。但真的嬌羞起來會變得非常怯懦，壓低腦袋，羞羞答答地說不上話。從說話口氣上可能不太看得出來，其實一舉一動充滿了女孩子氣。校內第一的聰明頭腦，受到過不少海外留學跳級的打探，但只因討厭人際交往，選擇了學力並不那麼高的大小姐學校。
高尾千秋（聲：一ノ瀬心香）
聖米卡艾爾綜合病院消化器外科病房的護士，兼任護生的教官。以林檎錄取看護學校為契機開始與她同居。平時一副完美無缺大姊姊的樣子，但在家裡完全不拘小節，某種方面可以說是廢物。
相原林檎（聲：本野しおり）
看護學校的一年級生，米卡女校畢業。是個努力家，成績總是名列前茅。跟千秋是堂姊妹的關係，從小就開始憧憬著千秋。以看護學校的入學為契機，開始在千秋的公寓同居。
片倉優乃（聲：めりるゆか）
看護學校的一年級生，是皐的同班同學兼室友。舉止沉穩有女人味，喜歡幫助別人，對誰都是恭敬的用敬語打招呼。面對皐讓人困擾的性格，有著「這孩子沒有我在身邊是不行的」之類的庇護欲而站到了照顧她的立場上。
石神皐（聲：杏 花）
一般人所說的酷帥直率、毫不膽怯的不思議少女。自稱為「僕」，經常以少年的口吻說話。雖然對食物不感興趣，但被室友優乃親手做的料理給征服了。
篠崎六夏（聲：緑川円）
轉入米卡女校的一年級生，剛入學沒多久就創下了全國級的百米紀錄、一舉成名的體育少女。樂於助人的性格也讓她迅速成為人氣者。擔任班上的副班長，跟班長沙雪被選為最佳情侶，據說被稱為「白雪的騎士」。與璃紗是青梅竹馬。
白河沙雪（聲：咲智ゆん）
六夏的同班同學。因為才貌雙全、文武兩道而被選為環境整備委員會的才女。從中等部時代開始就有很大的名氣，繼畢業生蓬萊泉麗奈之後，當選「究極的淑女」呼聲最高的人，傳聞老家是武士家族的後裔，祖父坐擁一整座城，也因此被稱為「白雪姬」。因為六夏和璃紗的緋聞（？）而被扯入漩渦之中。
冰川成美（聲：星野ひかり）
看護學校的一年級生，對任何事情都孜孜不倦地處理，自稱「非常普通」的女生。雖然厭惡總是被強勢的晶責罵的處境，但似乎沒有放棄她的打算。
稻取晶（聲：あさおすずね）
成美的同班同學，成績中庸，有著優秀觀察力的護士志願少女。總一副不高興的表情，雖然和成美說話便滿口髒話，但這種態度似乎只在成美面前才會展現出來。
小野原葉月（聲：田中理々）
中等部二年級學生，堅強又溫柔、被女孩子們憧憬著的人氣者，有著愛幻想的一面，一旦進入幻想模式後會把周遭的一切都忽視。稱愛實為「天使」。
蘇枋愛實（聲：椎那天）
中等部二年級學生，清純優雅的大小姐，有種「想要保護她」感覺的女孩。因為美貌和家世，以及行為舉止的關係，周圍有許多粉絲，有著不為人知的一面。
君島亞彌（聲：柚木サチ）
中等部二年級學生，藍的雙胞胎妹妹，性格開朗的傲嬌娘。骨子裡是個小市民，對米卡女校的大小姐制度很不習慣。
君島藍（聲：椿乃なお）
中等部二年級學生，亞彌的雙胞胎姊姊，性格像貓的班級吉祥物。重度的妹控，經常黏著亞彌。
三澤渚（聲：三日月一花）
中等部二年級學生，混血兒的田徑部王牌。總是被青梅竹馬的莉菜牽著鼻子走，一不小心就會放任她。
高幡莉菜（聲：綾瀬とまり）
中等部二年級學生，渚的青梅竹馬。雖然是任性的大小姐，但性格讓人討厭不起來。
稻取眩蘭
中等部二年級學生，「兩位異邦人」中的反派千金，真實身分為喜歡百合的29歲OL，轉世後為了改變眩蘭被米卡女校流放的結局，正努力提升周圍人的好感度。
宇藤英子
中等部二年級學生，與青梅竹馬的郁枝從幼稚園時代便隨從眩蘭，在原作「兩位異邦人」中因醉心於眩蘭的盛氣凌人&帥氣而跟隨她。和郁枝在原作的名字為捧場的A&B，兩人也因此被眩蘭稱作AB組合。
榮野比郁枝
中等部二年級學生，因憧憬眩蘭而跟隨她。雖然覺得眩蘭開始對自己以外的人友善是好事，但也有些寂寞。
登澤真希（聲：和泉 あやか）
中等部二年級學生，眩蘭的好友，學生會成員。在「革命！ 莉菜與渚」內也有登場。
稻取琉幸
本校三年級學生，眩蘭的親姊，在原作「兩位異邦人」中僅有設定沒有登場，代替嚴厲的母親寵慣了眩蘭，反而讓她成為反派千金。與雫是同學。
高井櫻
中等部二年級學生，「兩位異邦人」的女主角，在原作被眩蘭欺負。
都澤咲
中等部一年級學生，「兩位異邦人」的女主角，麵包店Vagary Persica店長的女兒，與真希是鄰居。
北條更紗
國民級的女演員，紗良的母親、楓的阿姨。本名為「北嶋紗百合」。

## 作品列表
| 標題 | 標題 | 主角 | 原畫          | 劇本           | 發售商             | 發售日                                                          |
| ---- | --- | --- | ------------- | -------------- | ------------------ | --------------------------------------------------------------- |
| 1    | その花びらにくちづけを 親吻那片花瓣                                                                                   | 織田七海、松原優菜                                                                                              | ぺこ          | 佐野晋一郎     | ふぐり屋           | 2006年11月25日                                                  |
| 2    | その花びらにくちづけを わたしの王子さま 親吻那片花瓣 我的王子大人                                                     | 北嶋楓、北嶋紗良                                                                                                | ぺこ          | 佐野晋一郎     | ふぐり屋           | 2007年6月8日                                                    |
| 3    | その花びらにくちづけを あなたと恋人つなぎ 親吻那片花瓣 戀人的羈絆                                                     | 澤口麻衣、川村玲緒                                                                                              | ぺこ          | 佐野晋一郎     | ふぐり屋           | 2007年8月3日                                                    |
| 4    | その花びらにくちづけを 愛しさのフォトグラフ 親吻那片花瓣 珍愛的相片                                                   | 北嶋楓、北嶋紗良                                                                                                | ぺこ          | 佐野晋一郎     | ふぐり屋           | 2008年6月20日                                                   |
| 5    | その花びらにくちづけを あなたを好きな幸せ 親吻那片花瓣 喜歡你的幸福                                                   | 澤口麻衣、川村玲緒                                                                                              | ぺこ          | 佐野晋一郎     | ふぐり屋           | 2008年8月8日                                                    |
| 6    | その花びらにくちづけを 唇とキスで呟いて 親吻那片花瓣 呢喃的雙唇                                                       | 織田七海、松原優菜                                                                                              | ぺこ          | 佐野晋一郎     | ふぐり屋           | 2008年12月19日                                                  |
| 7    | その花びらにくちづけを あまくてほしくてとろけるちゅう 親吻那片花瓣 甜蜜相思的融化之吻                                 | 墨廼貴子、蓬萊泉瑠奈                                                                                            | ぺこ          | 佐野晋一郎     | ふぐり屋           | 2009年12月25日                                                  |
| 8    | その花びらにくちづけを 天使の花びら染め 親吻那片花瓣 天使的吻痕                                                       | 霧島雫、粢愛莉絲                                                                                                | ぺこ          | 佐野晋一郎     | ふぐり屋           | 2010年2月26日                                                   |
|      | はなひらっ！ 花瓣！                                                                                                   | 羽村佳織、結城天音                                                                                              | ぺこ          | 佐野晋一郎     | ふぐり屋           | 2010年9月24日                                                   |
| 9    | その花びらにくちづけを あまくておとなのとろけるちゅう 親吻那片花瓣 甜蜜成熟的融化之吻                                 | 墨廼貴子、蓬萊泉瑠奈                                                                                            | ぺこ          | 佐野晋一郎     | ふぐり屋           | 2010年12月17日                                                  |
| 10   | その花びらにくちづけを リリ・プラチナム 親吻那片花瓣 莉莉·白金                                                        | 霧島雫、粢愛莉絲                                                                                                | ぺこ          | JUN            | ふぐり屋           | 2011年11月25日                                                  |
| 11   | その花びらにくちづけを ミカエルの乙女たち 親吻那片花瓣 聖米卡艾魯的少女們                                             | 安曇璃紗、綾瀨美夜 織田七海、松原優菜 北嶋楓、北嶋紗良 澤口麻衣、川村玲緒 霧島雫、粢愛莉絲 墨廼貴子、蓬萊泉瑠奈 | ぺこ          | JUN            | ゆりんゆりん       | 2012年11月30日（PC） 2017年10月27日（Android）                  |
| 12   | その花びらにくちづけを アトリエの恋人たち 親吻那片花瓣 畫室的戀人們 A Kiss For The Petals：Maidens of Michael         | 安曇璃紗、綾瀨美夜                                                                                              | ぺこ          | JUN            | ゆりんゆりん       | 2013年3月29日（日文版） 2018年2月22日（英文版）                 |
| 13   | その花びらにくちづけを 天使のあこがれ 親吻那片花瓣 天使的憧憬                                                         | 相原林檎、高尾千秋                                                                                              | 会田孝信      | 円まどか       | ゆりんゆりん       | 2013年5月31日                                                   |
| 14   | その花びらにくちづけを 天使たちの春恋 親吻那片花瓣 天使們的春戀                                                       | 片倉優乃、石神皐                                                                                                | 会田孝信      | 円まどか       | ゆりんゆりん       | 2013年8月30日                                                   |
| 15   | その花びらにくちづけを 白雪の騎士 親吻那片花瓣 白雪的騎士                                                             | 篠崎六夏、白河沙雪 安曇璃紗、綾瀨美夜 織田七海、松原優菜 北嶋楓、北嶋紗良 澤口麻衣、川村玲緒                    | ぺこ          | JUN 日吉ひより | ゆりんゆりん       | 2013年12月20日                                                  |
| 16   | その花びらにくちづけを 天使たちの約束 親吻那片花瓣 天使們的約定                                                       | 冰川成美、稻取晶                                                                                                | 会田孝信      | 円まどか       | ゆりんゆりん       | 2014年3月28日                                                   |
| 17   | その花びらにくちづけを あなたに誓う愛 親吻那片花瓣 對妳發誓的愛                                                       | 霧島雫、粢愛莉絲                                                                                                | ぺこ          | JUN 日吉ひより | ふぐり屋           | 2014年5月31日                                                   |
| 18   | その花びらにくちづけを 出会った頃の思い出に 親吻那片花瓣 回憶我們的相遇 A Kiss For The Petals：Remembering How We Met | 安曇璃紗、綾瀨美夜                                                                                              | ぺこ          | JUN 日吉ひより | 聖ミカエル女子学園 | 2015年3月13日（Android、iOS日文版） 2015年9月25日（PC中英文版） |
| 19   | その花びらにくちづけを にゅーじぇね！ 親吻那片花瓣 新世代！ A Kiss For The Petals：The New Generation                 | 小野原葉月、蘇枋愛實 君島亞彌、君島藍 三澤渚、高幡莉菜                                                          | 会田孝信      | 円まどか       | 聖ミカエル女子学園 | 2015年6月26日（日文版） 2016年11月25日（英文版）                |
| 20   | その花びらにくちづけを ゆりりん 親吻那片花瓣 百合磷                                                                   | 安曇璃紗、綾瀨美夜 澤口麻衣、川村玲緒 篠崎六夏、白河沙雪 石神皐                                                 | ぺこ 会田孝信 | JUN 日吉ひより | ふぐり屋           | 2015年11月20日                                                  |
| 21   | その花びらにくちづけを れぼりゅーしょん！ りなぎさ 親吻那片花瓣 革命！ 莉菜與渚                                       | 三澤渚、高幡莉菜                                                                                                | 会田孝信 ぺこ | JUN 日吉ひより | ふぐり屋           | 2015年12月31日                                                  |
| 22   | その花びらにくちづけを 初めて出逢ったあの日から 親吻那片花瓣 從初次相逢的那天開始                                     | 安曇璃紗、綾瀨美夜                                                                                              | ぺこ          | JUN 日吉ひより | 聖ミカエル女子学園 | 2016年10月28日                                                  |

## 相關作品

### OVA
OVA是從第三作改編的成人動畫，2010年7月30日發售DVD版，2016年5月27日发售BD版。

### 小说
本作的番外篇小説均由原作遊戲劇本作者佐野晋一郎以及同人小説社團合作編著，因爲加入了性愛場面的描寫，所以被分類為成人小説。以同人志的方式發行，售價均為735日元。
親吻那片花瓣——二人的聖誕節
原名，于2006年12月31日，即Comic Market 71舉辦時發行。講述了優菜在平安夜之前再次邀請七海去她的家裏舉行夜宿派對的故事。
親吻那片花瓣——二人的假日時光
原名，于2007年8月19日，即Comic Market 72舉辦期間發行。講述楓與紗良爲了化解學業的壓力利用假期去南方海邊的事情。
親吻那片花瓣——二人的炎熱夏天
原名，與上作同日發行。講述了為麻衣與玲緒兩人前往玲緒家鄉下別墅的快樂時光。
親吻那片花瓣——二人的情人節
原名，于2007年12月22日，即Comic Market 73舉辦時發行。故事情節為七海和優菜交往之後的第一個情人節前夕，七海苦惱于送給姐姐大人巧克力的事情。
親吻那片花瓣——不是劇終的謝幕
原名，于2008年8月8日，即Comic Market 74舉辦時發行。講述楓與紗良作爲校内的人氣人物應邀參加校慶中的話劇表演的故事。
親吻那片花瓣——再次的深情之吻
原名，于2009年2月20日發行。故事發生的時間與上一冊相同為校慶之前，講述了麻衣意外地證實了玲緒的歌唱才能（在其房間内找到了她錄製的CD），因此説服她參加校慶合唱的事情。

### 網路小说
本作由企劃、撰寫、會田孝信繪製插圖。于2017年10月6日在Pixiv開始連載，為全齡向小說。
親吻那片花瓣——米卡艾爾的反派千金
原名。講述轉生成花吻系列最新作「兩位異邦人」（原名）中反派千金的29歲OL，為了改變被米卡女校流放的結局努力提升周圍人好感度的故事，共有眩蘭×櫻、英子×郁枝、真希×咲三對情侶，歷代的主角們也有在此作登場。

### 廣播劇CD
本作的廣播劇的發售時間和小説同時，同樣因爲有性愛情節，只能以CD為媒介發售而不能公開播放。廣播劇的錄製均由原作遊戲的聲優完成，售價統一為1,900日元。
親吻那片花瓣——幸福之吻
原名，于2007年12月22日，即Comic Market 73舉辦時發行。講述七海與她的姐姐大人的初次約會的事情。
親吻那片花瓣——小楓的Super Mode
原名，于2008年2月20日發行。情節為身為戀人的北嶋姐妹前往溫泉旅館的故事。

### 主題歌CD

《甘い花園～コンプリートMIX～》專輯封面

2008年12月28日，即C75舉辦期間，由5pb.發佈了遊戲的主題歌CD。售價1,050日元。除《甘い花園～コンプリートMIX～》外還有其原版和伴奏、旋律皆為相同的其他兩個主題曲版本《潤う夕空》以及《誘惑のEtude》。
整張專輯的詞曲作者為濱田智之，編曲者為大川茂伸，歌曲演唱則由聲優春奈有美完成。
曲目列表

## 評價
《親吻那片花瓣 聖米卡艾魯的少女們》在萌系遊戲大賞2013獲得純愛系作品賞的金賞。

## 外部連結
- ふぐり屋官方網站（页面存档备份，存于） （日語）
- ゆりんゆりん官方網站 （页面存档备份，存于） （日語）
- 聖ミカエル女子学園官方網站 （页面存档备份，存于） （日語）
- 英文版官方網站 （页面存档备份，存于） （英文）
- 5pb. Records 甘い花園～コンプリートMIX～ （页面存档备份，存于） （日語）
- TDS - 特集 - いちゃいちゃラブラブ！サークル『ふぐり屋』の百合ゲー特集！！ （日語）